# بولدکوو
بولدکوو (به آلمانی: Boldekow) یک شهر در آلمان است که در فرپومرن-گرایفسوالد واقع شده‌است. بولدکوو ۶۶۸ نفر جمعیت دارد.